# Noel MacNeal
Noel MacNael (n. 5 de Setembro de 1961 em Harlem, Nova York, Estados Unidos) é um bonequeiro, escritor e ator americano foi e apareceu no programa televisão infantil Bear in the Big Blue House. Noel MacNael iniciou sua carreira de ator na década de 1980.
Em 6 de Novembro de 1999, casou-se com Susan Elia e seu filho Matthew nasceu em 2005.